# Чивідате-аль-П'яно
Чивідате-аль-П'яно (італ. Cividate al Piano) — муніципалітет в Італії, у регіоні Ломбардія,  провінція Бергамо.
Чивідате-аль-П'яно розташоване на відстані близько 460 км на північний захід від Рима, 50 км на схід від Мілана, 20 км на південний схід від Бергамо.
Населення — 5237 осіб (2014).
Щорічний фестиваль відбувається 6 грудня. Покровитель — святий Миколай.

## Демографія
Населення за роками:

Станом на 1 січня 2023 року в муніципалітеті офіційно проживали 734 іноземці з 37 країн, серед них 133 громадяни країн Євросоюзу та 7 громадян України.

## Сусідні муніципалітети
- Кальчо
- Кортенуова
- Мартіненго
- Палоско
- Понтольйо
- Ураго-д'Ольйо